# Leptopterigynandrum filiforme
Leptopterigynandrum filiforme är en bladmossart som beskrevs av Robert Mackenzie Stark och William Russell Buck 1986. Leptopterigynandrum filiforme ingår i släktet Leptopterigynandrum och familjen Thuidiaceae. Inga underarter finns listade i Catalogue of Life.